# Karl Bernhard Lehmann

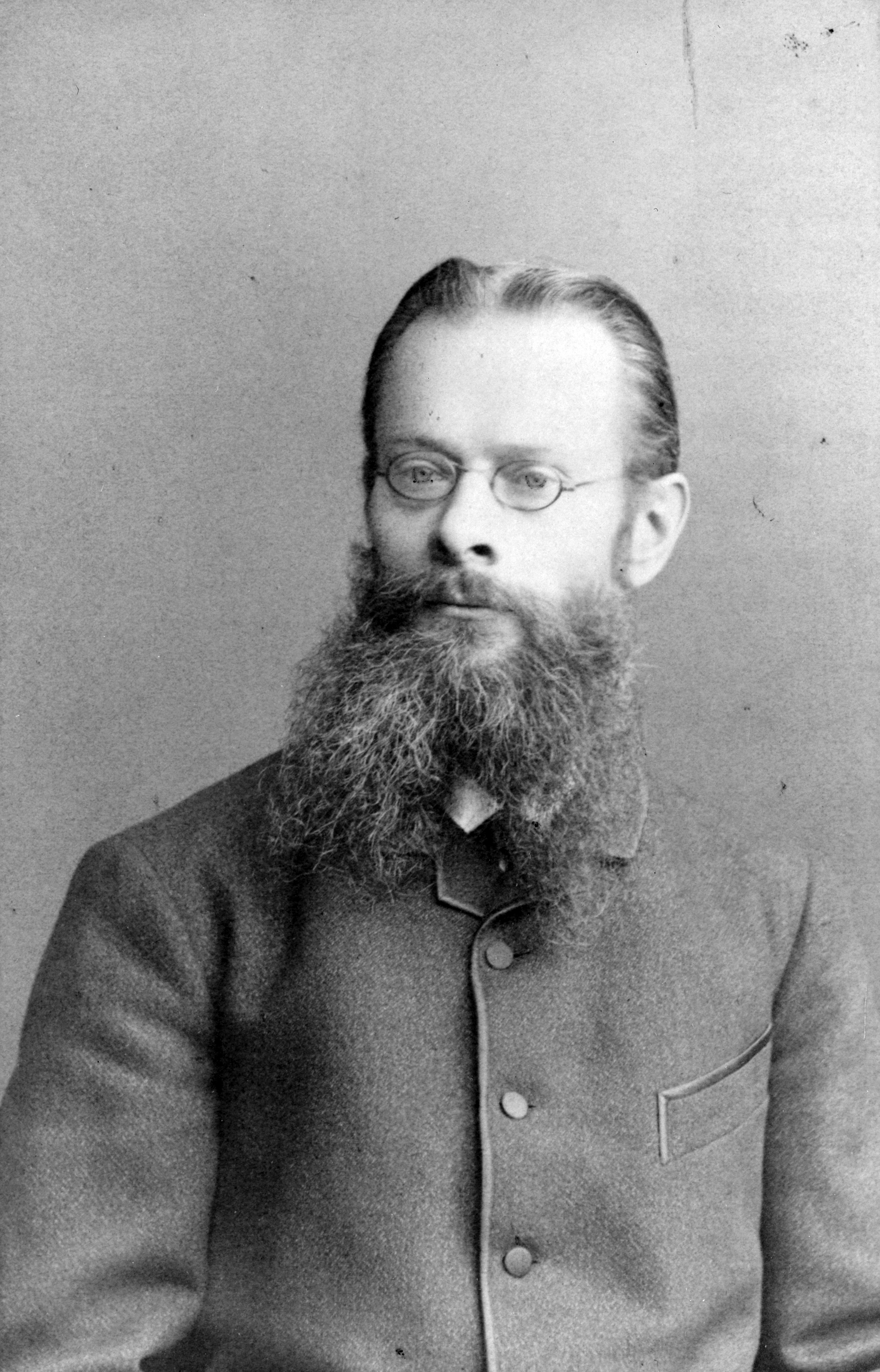
Karl Bernhard Lehmann, 1890

Karl Bernhard Lehmann (* 27. September 1858 in Zürich; † 28. Januar 1940 in Würzburg) war ein deutscher Arzt, Bakteriologe und Hygieniker. Er war Professor der Hygiene an der Universität Würzburg und gilt als einer der Pioniere der Mikrobiologie und der Gewerbehygiene in Deutschland.

## Herkunft
Sein Großvater war Bürgermeister in Frankenthal, Karl Lehmann selber war ein Sohn des deutschen Arztes Friedrich Lehmann aus Frankenthal (Pfalz) und seiner Ehefrau Friederike, geborene Spatz aus Speyer, die in der Schweiz lebten. Seine Brüder waren der Maler Wilhelm Ludwig Lehmann und der Verleger Julius Friedrich Lehmann.

## Ausbildung
Karl Bernhard Lehmann besuchte die Beust'sche Privatschule und das Gymnasium in Zürich. Er studierte Chemie, Zoologie und Medizin in Zürich. Nach dem Staatsexamen 1881 arbeitete Lehmann 2 Jahre lang als Assistent bei Ludimar Hermann (1838–1914) am Physiologischen Institut und wurde 1883 mit der Arbeit Ueber den Einfluss des comprimierten Sauerstoffs auf die Lebensprocesse der Kaltblüter und auf einige Oxydationen zum Dr. med. promoviert. Ab 1884 arbeitete er im Hygienischen Institut in München bei Pettenkofer, seine chemisch-physiologische Expertise verfeinerte er bei Carl von Voit und Max Rubner. Lehmann habilitierte sich 1886 im Fach Hygiene.

## Tätigkeit und Forschungsarbeit
Als Schüler Pettenkofers begann Lehmann 1884, noch während seines Studiums in München, mit der Untersuchung über die wichtigsten Industriegase. Mit seinem Wechsel nach Würzburg (1887) und der Gründung des Instituts für Hygiene fanden unter seiner Leitung in Zusammenarbeit mit Ferdinand Flury vom Pharmakologischen Institut bedeutende toxikologische Forschungen statt.
Von 1894 bis 1932 war Lehmann ordentlicher Professor für Hygiene an der Universität Würzburg, wo er am 23. Januar 1896 den Vorsitz der Sitzung der Physikalisch-Medizinischen Gesellschaft hatte, bei der Wilhelm Conrad Röntgen über seine Entdeckung der X-Strahlen berichtete und deren Bezeichnung als Röntgenstrahlen ihren Anfang nahm. Ab 1896 veröffentlichte er zusammen mit Rudolf Otto Neumann (1868–1952) ein bakteriologisches Hand- und Lehrbuch, das in seinen verschiedenen Auflagen die Erstbeschreibung zahlreicher Bakterienarten enthält. Lehmann und Flury definierten für über 100 Arbeitsstoffe unbedenkliche Grenzwerte, die sie 1938 veröffentlichten und die die Basis der späteren MAK-Werte darstellten.
Rückblickend fallen vor allem drei Forschungsgebiete Lehmanns ins Auge:
die Ernährungsphysiologie, die Bakteriologie und die Gewerbehygiene. Auf dem Gebiet der Ernährungsphysiologie befasste sich Lehmann unter anderem eingehend mit verschiedenen Konservierungsstoffen und Genussmitteln. Was die Bakteriologie betrifft, so erarbeitete er in Kooperation mit Rudolf Otto Neumann eine Klassifikation auf diesem Gebiet, die Ordnung im Wirrwarr der zahlreichen Neubeschreibungen von Bakterien schaffen sollte. Das überaus beachtenswerte Ergebnis wurde als Atlas und Grundriß der Bakteriologie veröffentlicht. Zweifelsohne hat sich Lehmann um die Gewerbehygiene am meisten verdient gemacht. Es ist sein Verdienst, dass sich dieses Gebiet der Hygiene zu einem eigenen Wissenschaftszweig entwickelt hat. Seine gesammelten Erfahrungen fasste er 1919 in seinem Kurzen Lehrbuch der Arbeits- und Gewerbehygiene zusammen.
Lehmann musste in den Anfangsjahren seiner Tätigkeit in Würzburg mit äußerst beengten Platzverhältnissen Vorlieb nehmen. Abhilfe wurde erst 1902 bzw. 1910 durch die Angliederung des früheren Pharmakologischen Instituts und der bakteriologischen Untersuchungsanstalt geschaffen. 1921 erfolgte dann der Umzug in die großzügigen Räumlichkeiten des ehemaligen Pathologischen Instituts. Das von Lehmann gegründete Würzburger Institut, untergebracht in zunächst zwei von fünf zugesagten Zimmer des 1850 bis 1853 erbauten Medizinischen Kollegienhauses, entwickelte sich zwischen dem ersten und dem Zweiten Weltkrieg zur bedeutendsten hygienisch-toxikologischen Forschungsstätte Deutschlands. Der Rassenhygieniker Ludwig Schmidt, der bei Lehmann als ordentlicher Assistent seine Karriere begonnen hatte, habilitierte sich 1927 bei ihm. Im Herbst 1932 nahm er zum letzten Mal das Staatsexamen ab. Im Jahr 1933 wurde Lehmann zum Mitglied der Leopoldina gewählt.

## Familie
Er heiratete 1887 in München seine Cousine Amalie Spatz (1865–1960), eine Tochter des Oberbaurats Ludwig Spatz (1818–1879). Sein Schwager Bernhard Spatz (1856–1935), war von 1885 bis 1929 Schriftleiter der Münchener medizinischen Wochenschrift. Lehmann und seine Frau hatten zwei Söhne und drei Töchter, darunter:
- Friedrich (1888–1978), genannt „Friedel“, Verlagsbuchhändler in München, im Oktober 1918 schwer kriegsverletzt und im Juliusspital von Fritz König operiert
- Gertrud Helene ⚭ Ernst Seifert (1887–1969), Professor der Chirurgie in Würzburg
- Hilde (1892–1990), sozial-pädagogische Fachkraft, gründete das Pestalozzi-Fröbel-Heim in Mellen (heute Mellensee), arbeitete im Krankenhaus ihres Vaters in Würzburg und gründete das private Kinderheim „Haus am Berg“ in Wertheim, später beim Mütter-Genesungswerk.

## Publikationen
- Würzburg, insbesondere seine Einrichtungen für Gesundheitspflege und Unterricht. Festschrift. Wiesbaden 1892.
- mit Flury: Toxikologie und Hygiene der technischen Lösungsmittel. Berlin 1938.
- Frohe Lebensarbeit. Erinnerungen und Bekenntnisse eines Hygienikers und Naturforschers. J. F. Lehmanns Verlag, München 1933.
- Über die Gesundheitsverhältnisse der Arbeiter in der deutschen keramischen insbesondere der Porzellan-Industrie mit besonderer Berücksichtigung der Tuberkulosefrage. Berlin 1929.
- Der Staub in der Industrie, seine Bedeutung für die Gesundheit der Arbeiter und die neueren Fortschritte auf dem Gebiete seiner Verhütung und Bekämpfung. Leipzig 1925.
- Die deutsche Bleifarbenindustrie vom Standpunkt der Hygiene. Berlin 1925.
- Kurzes Lehrbuch der Arbeits- und Gewerbehygiene. Leipzig, 1919.
- Die Bedeutung der Chromate für die Gesundheit der Arbeiter. Berlin, 1914.
- Gutachten des Reichs-Gesundheitsrats, betreffend die Abwässerbeseitigung der Stadt Offenbach a. Main. Berlin, 1913.
- Zur Psychologie und Hygiene der Genussmittel. Würzburg, 1912.
- Lehmann/Neumann: Atlas und Grundriss der Bakteriologie und Lehrbuch der speziellen bakteriologischen Diagnostik. 1. Aufl. München, 1896; ab der 7. Auflage 1926/27 als Bakteriologie, insbesondere bakteriologische Diagnostik.